# 82 Eridani
82 Eridani (82 Eri / e Eridani) es una estrella en la constelación de Erídano de magnitud aparente +4,23.
Se encuentra a 19,7 años luz del sistema solar, siendo GJ 1061 —distante 7,9 años luz—, la estrella conocida más cercana a ella.

## Características
82 Eridani es una enana amarilla de tipo espectral G8V con una temperatura efectiva de 5401 K.
Menos luminosa que el Sol, la radiación que emite equivale al 66% de la radiación solar.
Su masa estimada es un 30 % inferior a la del Sol y su diámetro es igual al 92 % del diámetro solar.
Gira sobre sí misma con una velocidad de rotación proyectada de 1,8 km/s y no muestra actividad cromosférica.
Su período de rotación es de 33,2 días.
82 Eridani tiene un contenido metálico inferior al solar, siendo su índice de metalicidad [M/H] = -0,23.
Los niveles de todos los elementos evaluados son menores que en el Sol y su abundancia relativa de hierro apenas supera el 40% del solar ([Fe/H] = -0,38).
En cuanto a su cinemática, 82 Eridani tiene una velocidad radial de 84 km/s, pero su velocidad espacial respecto al sistema solar es de 129 km/s.
Esta elevada velocidad espacial, su baja metalicidad, así como la sustancial excentricidad de su órbita galáctica (e = 0,40), sugieren que su edad puede exceder los 10 000 millones de años, si bien parece tener una leve sobreabundancia de metales para su edad.
Dado que su plano orbital se encuentra fundamentalmente dentro del plano galáctico —como la propia órbita del Sol—, es considerada una vieja estrella de disco.
No obstante, otras estimaciones basadas únicamente en su actividad cromosférica y su período de rotación le asignan una edad significativamente inferior de 5760 millones de años.

## Sistema planetario
En 2011 se anunció el descubrimiento de tres planetas en órbita alrededor de 82 Eridani.
Los tres serían «supertierras» calientes que orbitan respectivamente a 0,12, 0,20 y 0,35 UA respecto a la estrella.
Los períodos orbitales de todos ellos son inferiores a 91 días.
La temperatura de equilibrio para el planeta más distante, asumiendo un albedo Bond de 0,3, es de 388 Kelvin (114,9 °C).
| Acompañante (En orden desde la estrella) | Masa (MJ)          | Período orbital (días) | Semieje mayor (UA) | Excentricidad |
| ---------------------------------------- | ------------------ | ---------------------- | ------------------ | ------------- |
| HD 20794 b                               | > 0,0085 ± 0,00094 | 18,315 ± 0008          | 0,1207 ± 0,002     | 0             |
| HD 20794 c                               | > 0,0076 ± 0,0013  | 40,114 ± 0,053         | 0,2036 ± 0,0034    | 0}            |
| HD 20794 d                               | > 0,015 ± 0,0019   | 90,309                 | 0,3499 ± 0,0059    | 0             |